# Mohammad-Taqi Bahar
Mohammad-Taqí Bahār (în persană: محمد تقی بهار) (n. 6 noiembrie 1886 - d. 22 aprilie 1951), cunoscut și ca Malek o-Sho'arā (ملک‌ الشعراء) și Malek o-Sho'arā Bahār, a fost un poet, critic și teoretician literar, om politic iranian.
A fost considerat unul dintre cei mai mari poeți iranieni ai secolulului al XX-lea, deținând astfel un loc important în istoria literaturii persane, alături de Firdoùsi, Saadi și Hafez.
Lirica sa are un caracter satiric, fiind îndreptată împotriva tiraniei și a despotismului.

## Opera
- 1942: Știința stilului ("Sabkshenāsī")
- 1956: Dīwān ("Dīwān")